# سیریل تیری
سیریل تیری (انگلیسی: Cyrille Thièry؛ زادهٔ ۲۷ سپتامبر ۱۹۹۰) دوچرخه‌سوار اهل سوئیس است.